# Saint-Félix (Charente-Maritime)
Pour les articles homonymes, voir Saint-Félix.
Saint-Félix est une commune du sud-ouest de la France située dans le département de la Charente-Maritime (région Nouvelle-Aquitaine). Ses habitants sont appelés les  Saint-Féliciens  et les Saint-Féliciennes.

## Géographie
Saint-Félix est une commune de l'ancienne province de Saintonge mais en limite de l'Aunis. Cette localisation est marquée sur le terrain par le relief qui s'accentue notoirement en entrant en Saintonge. Le point culminant de la commune atteint les 90 mètres.
Les sols sont des rendzines séchantes sur roche mère calcaire. Il n'y a pas a proprement parler de rivière (même si certains lieu-dit y font référence). La gestion de l'eau à Saint-Félix fut de tout temps une préoccupation majeure ; la construction d'un des premiers châteaux d'eau du département en est un témoignage.

### Communes limitrophes
|                     | Marsais     | Dœuil-sur-le-Mignon |
|                     | Saint-Félix | Migré               |
| Bernay-Saint-Martin |             |                     |

## Urbanisme

### Typologie
Au 1er janvier 2024, Saint-Félix est catégorisée commune rurale à habitat dispersé, selon la nouvelle grille communale de densité à 7 niveaux définie par l'Insee en 2022.
Elle est située hors unité urbaine. Par ailleurs la commune fait partie de l'aire d'attraction de Surgères, dont elle est une commune de la couronne,. Cette aire, qui regroupe 9 communes, est catégorisée dans les aires de moins de 50 000 habitants,.

### Occupation des sols
L'occupation des sols de la commune, telle qu'elle ressort de la base de données européenne d’occupation biophysique des sols Corine Land Cover (CLC), est marquée par l'importance des territoires agricoles (92,3 % en 2018), une proportion identique à celle de 1990 (92,3 %). La répartition détaillée en 2018 est la suivante : 
terres arables (84,3 %), zones agricoles hétérogènes (8 %), forêts (6 %), zones urbanisées (1,7 %). L'évolution de l’occupation des sols de la commune et de ses infrastructures peut être observée sur les différentes représentations cartographiques du territoire : la carte de Cassini (XVIIIe siècle), la carte d'état-major (1820-1866) et les cartes ou photos aériennes de l'IGN pour la période actuelle (1950 à aujourd'hui).

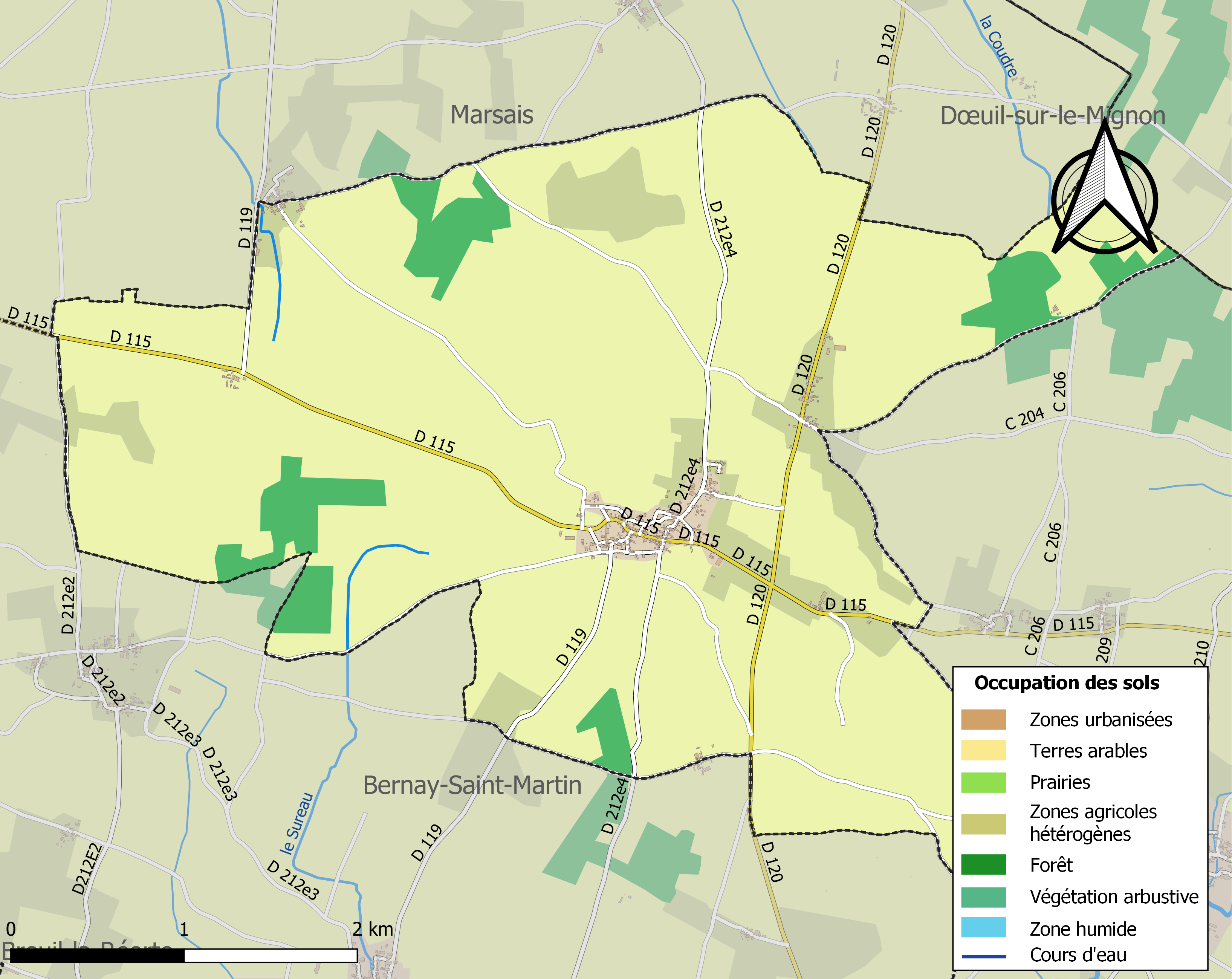
Carte des infrastructures et de l'occupation des sols de la commune en 2018 (CLC).

### Risques majeurs
Le territoire de la commune de Saint-Félix est vulnérable à différents aléas naturels : météorologiques (tempête, orage, neige, grand froid, canicule ou sécheresse) et séisme (sismicité modérée). Il est également exposé à un risque technologique,  le transport de matières dangereuses. Un site publié par le BRGM permet d'évaluer simplement et rapidement les risques d'un bien localisé soit par son adresse soit par le numéro de sa parcelle.

#### Risques naturels
Par ailleurs, afin de mieux appréhender le risque d’affaissement de terrain, l'inventaire national des cavités souterraines permet de localiser celles situées sur la commune.
La commune a été reconnue en état de catastrophe naturelle au titre des dommages causés par les inondations et coulées de boue survenues en 1982, 1993, 1999 et 2010. Concernant les mouvements de terrains, la commune a été reconnue en état de catastrophe naturelle au titre des dommages causés par des mouvements de terrain en 1999 et 2010.

#### Risques technologiques
Le risque de transport de matières dangereuses sur la commune est lié à sa traversée par une ou des infrastructures routières ou ferroviaires importantes ou la présence d'une canalisation de transport d'hydrocarbures. Un accident se produisant sur de telles infrastructures est susceptible d’avoir des effets graves sur les biens, les personnes ou l'environnement, selon la nature du matériau transporté. Des dispositions d’urbanisme peuvent être préconisées en conséquence.

## Toponymie
Le nom de la commune provient de saint Félix, à qui la paroisse avait été dédiée.

## Histoire
Groupé autour de sa motte castrale, Saint-Félix n'a pas conservé de traces de son passé féodal, à l'exception de l'entrée d'un souterrain. Les liens avec la seigneurie de Surgères sont très anciens car dès 1097, Hugues de Surgères donne à l'abbaye de Saint-Jean-d'Angély l'église et la terre de La Chaussée. L'église devient ensuite possession de l'ordre du Temple.

## Administration

### Liste des maires
| Période                                  | Période  | Identité           | Étiquette | Qualité                       |
| ---------------------------------------- | -------- | ------------------ | --------- | ----------------------------- |
| avant 1995                               | ?        | Yves Terrien       |           |                               |
| 2001                                     | 2020     | Claude Hoffelt     | DVG       | Retraité                      |
| 2020                                     | En cours | Dominique Seyfried |           | Cadre de la fonction publique |
| Les données manquantes sont à compléter. |          |                    |           |                               |

## Population et société

### Démographie

#### Évolution démographique
L'évolution du nombre d'habitants est connue à travers les recensements de la population effectués dans la commune depuis 1793. Pour les communes de moins de 10 000 habitants, une enquête de recensement portant sur toute la population est réalisée tous les cinq ans, les populations de référence des années intermédiaires étant quant à elles estimées par interpolation ou extrapolation. Pour la commune, le premier recensement exhaustif entrant dans le cadre du nouveau dispositif a été réalisé en 2007.

En 2022, la commune comptait 322 habitants, en évolution de +7,33 % par rapport à 2016 (Charente-Maritime : +4,04 %, France hors Mayotte : +2,11 %).
| 1793 | 1800 | 1806 | 1821 | 1831 | 1836 | 1841 | 1846 | 1851 |
| ---- | ---- | ---- | ---- | ---- | ---- | ---- | ---- | ---- |
| 387  | 399  | 434  | 489  | 537  | 505  | 512  | 534  | 518  |

| 1856 | 1861 | 1866 | 1872 | 1876 | 1881 | 1886 | 1891 | 1896 |
| ---- | ---- | ---- | ---- | ---- | ---- | ---- | ---- | ---- |
| 507  | 515  | 562  | 550  | 559  | 557  | 445  | 445  | 411  |

| 1901 | 1906 | 1911 | 1921 | 1926 | 1931 | 1936 | 1946 | 1954 |
| ---- | ---- | ---- | ---- | ---- | ---- | ---- | ---- | ---- |
| 436  | 440  | 464  | 455  | 442  | 441  | 430  | 409  | 370  |

| 1962 | 1968 | 1975 | 1982 | 1990 | 1999 | 2006 | 2007 | 2012 |
| ---- | ---- | ---- | ---- | ---- | ---- | ---- | ---- | ---- |
| 364  | 331  | 289  | 273  | 253  | 282  | 288  | 289  | 301  |

| 2017 | 2022 | - | - | - | - | - | - | - |
| ---- | ---- | - | - | - | - | - | - | - |
| 299  | 322  | - | - | - | - | - | - | - |

## Lieux et monuments
- Tumuli du Bois des Chails : plusieurs tumuli d'époque indéterminée, certains atteignant 5 m de hauteur pour 5 m de diamètre[16].
- Eglise Saint-Félix.

## Photos

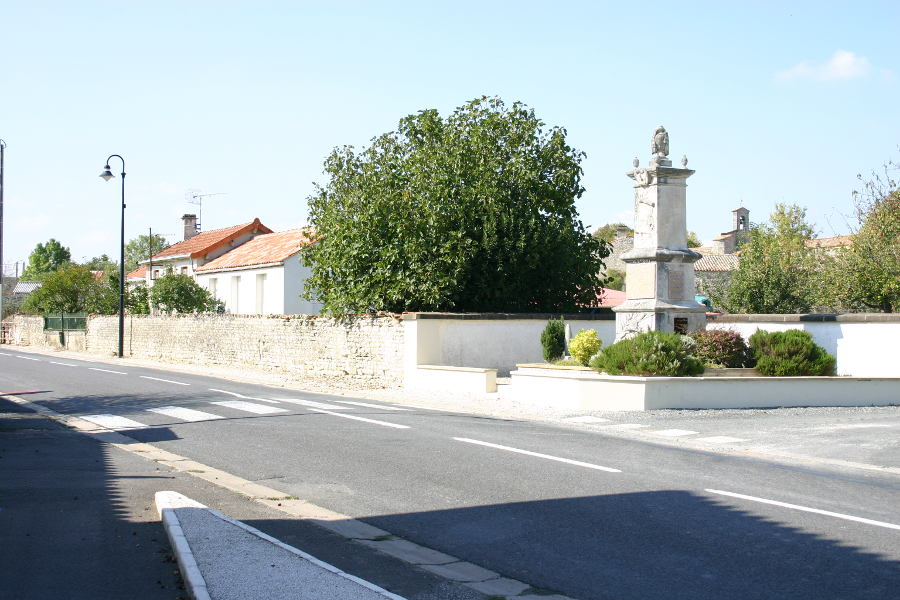
Monument aux morts
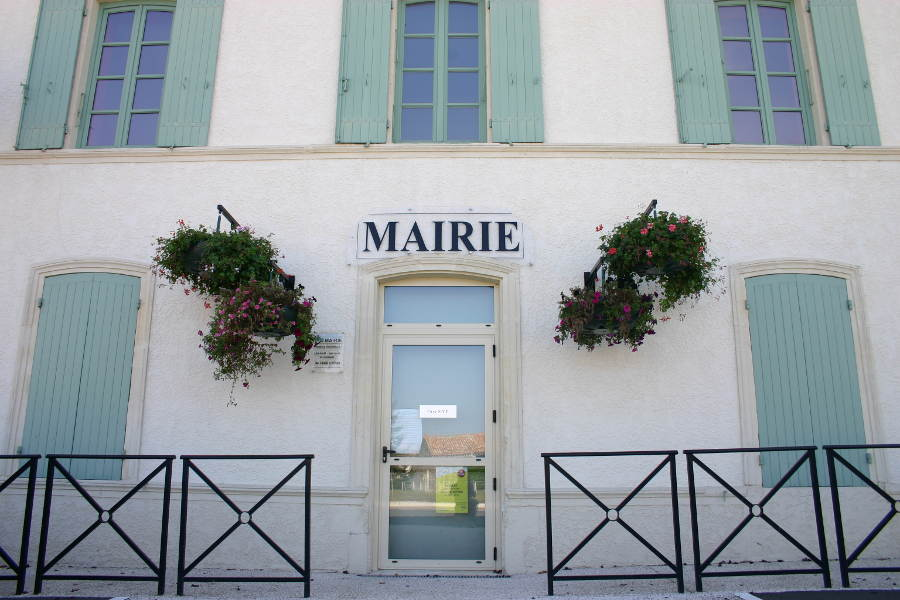
Mairie de Saint-Félix
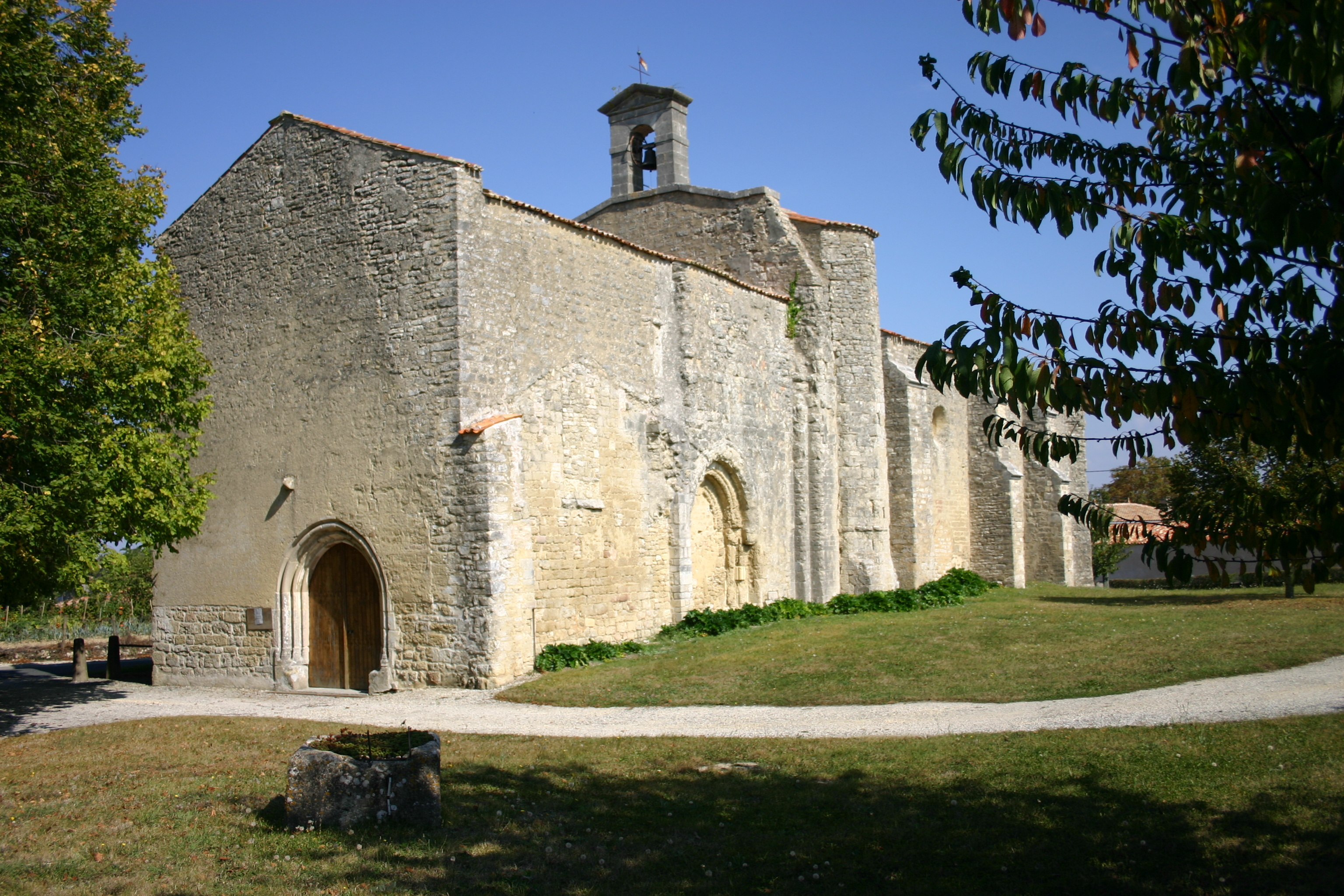
Église de Saint-Félix
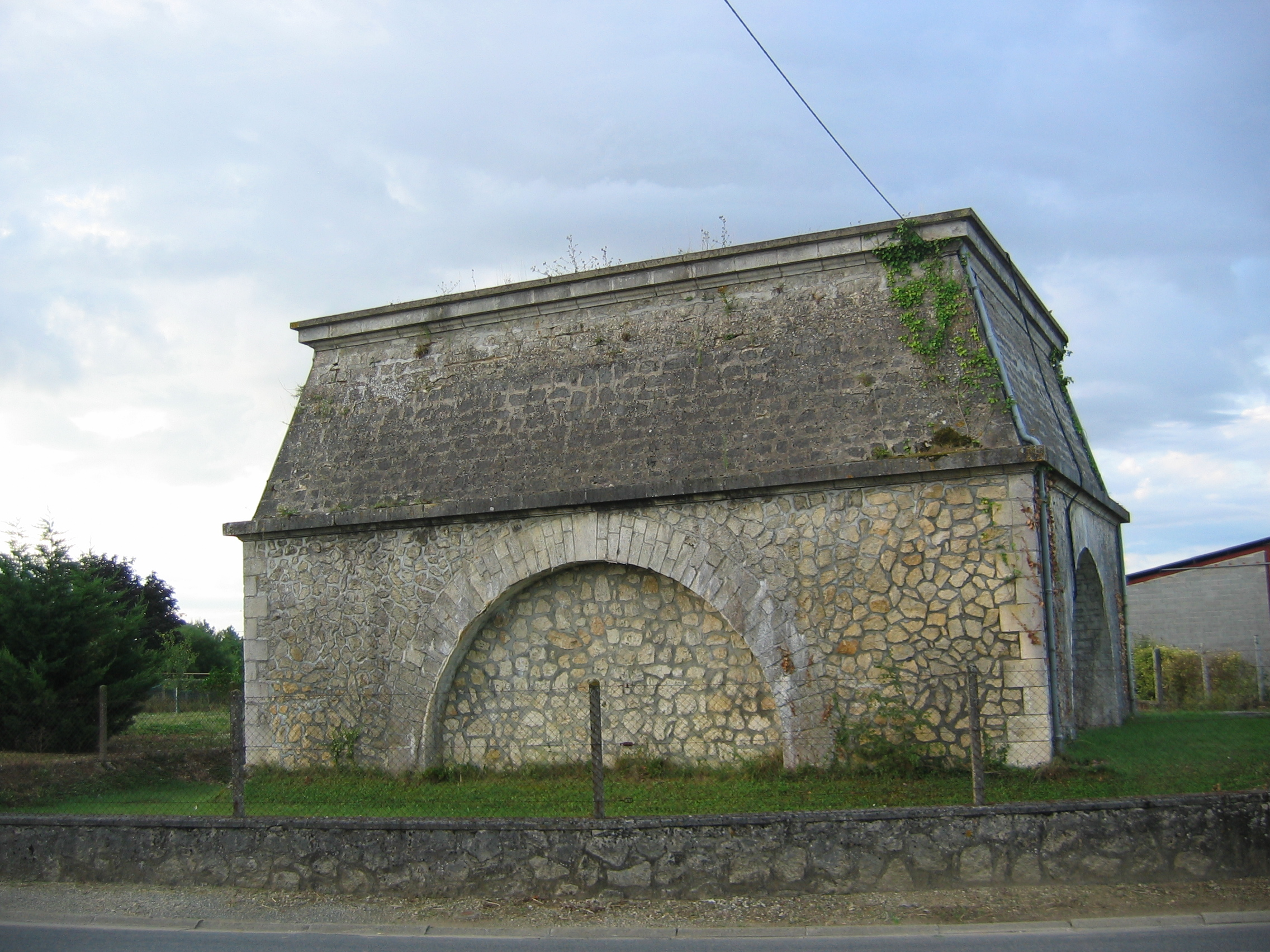
Château d'eau